# Дом Нежинского технического училища А. Ф. Кушакевича
Дом Нежинского технического училища А. Ф. Кушакевича или Место революционных событий 1905 года в техническом училище — памятник истории местного значения в Нежине. Сейчас здесь размещается Нежинский агротехнический институт НУБиП.

## История
Решением исполкома Черниговского областного совета народных депутатов от 26.03.1984 № 118 присвоен статус памятник истории местного значения с охранным № 82 под названием Место революционных событий 1905 года в техническом училище.

## Описание
В 1895 году в собственном доме было открыто «Нежинское ремесленное училище» на средства, которые завещал на его строительство нежинский фабрикант А. Ф. Кушакевич. Изначально готовило слесарей и столяров, а после преобразования в 1900 году в «Нежинское техническое училище», кроме этих специалистов, начало готовить машинистов с/х машин, литейщиков. Период обучения — 3 года. В 1915 году в 6 основных и подготовительном классах обучалось 118 учеников. Лучшие издедия учеников экспонировались на Всемирной выставке в Париже (1900). 
Одним из первых директоров училища был В. И. Нечкин — отец академика АН СССР Милицы Васильевны Нечкиной; Милица Васильевна родилась в этом доме.
В 1904 году в училище возникла социал-демократическая организации. Воспитанники техникума брали участие в революционном движении 1905 года. 12 февраля 1905 года ученики училища провели митинг и объявили страйк в знак поддержки Первой русской революции. Страйк продолжался до 1 мая 1905 года. Ученики училища взяли участие в политическом страйке, который состоялся 18 октября 1905 года.  
В 1920 году училище было преобразовано в политехникум.
В 1977 году на фасаде дома была установлена мемориальная доска событиям 1905 года (мрамор). В 1986 году на фасаде дома «Нежинского техникума механизации сельского хозяйства» была установлена мемориальная доска М. В. Нечкиной (мрамор).
Перед фасадом дома расположены памятники истории могила С. П. Мохового и могила И. Л. Хайтовича.